# ONE 167
ONE 167: Tawanchai vs. Nattawut 2 fue un evento de deportes de combate producido por ONE Championship llevado a cabo el 8 de junio de 2024, en el Impact Arena en Bangkok, Tailandia.

## Historia
Este evento marcó la décima séptima vez que la promoción realiza un evento en el Impact Arena, y el primero desde ONE Fight Night 6 en enero de 2023.

## Resultados
1. ↑  Por el Campeonato Mundial de Peso Mediano de ONE.
2. ↑  Por el Campeonato Mundial Indiscutido de Peso Pluma de ONE.
3. ↑  Por el Campeonato Mundial de Peso Paja de ONE.

## Bonificaciones
Los siguientes peleadores recibieron bonos de $50.000.
- Actuación de la Noche: Mikey Musumeci, Kade Ruotolo y Adrian Lee